# Dimitrije Ljotić
Dimitrije Ljotić (srp.Димитрије Љотић) (Beograd, 12. kolovoza 1891. – Ajdovščina, 23. travnja 1945.), srpski političar i suradnik njemačkih nacista.

## Životopis
Rođen je u Beogradu, no veći dio svog života proveo je u Smederevu.  Njegovi predci doselili su se u Srbiju iz sela Blaca (današnja grčka pokrajina Makedonija) u prvoj polovici XIX. stoljeća. Vladimir Ljotić, Dimitrijev otac, bio je srpski konzul u Solunu (u dva navrata) te predsjednik općine Smederevo i narodni zastupnik u srpskom parlamentu. Osnovnu je školu završio u Smederevu, gdje se upisao i u gimnaziju. Kada se obitelj preselila u Solun s nepunih 16 godina uspješno polaže maturu u Srpskoj Solunskoj gimnaziji po odobrenju Ministarstva vanjskih poslova. U mladosti postaje jako religiozan te razmišlja o tome da napusti Pravni fakultet (koji je u međuvremenu upisao ali je zbog očevog negodovanja odsutao od fakultetskog obrazovanja) i postane svećenik.
Za vrijeme Balkanskih ratova dragovoljno se javlja u sanitetsku službu. U jesen 1913. godine odlazi u Pariz i tu ostaje sve do početka Prvog svjetskog rata. Nakon povratka u Srbiju 1. rujna 1914. unovačen je. Po završetku 1. svjetskog rata postavljen je za zapovjednika željezničke postaje u Bakru (Hrvatska). U Bakru slama štrajk željezničara tako što uhićuje 36 štrajkaša i predaje ih policiji. S dužnosti zapovjednika željezničke postaje razriješen je 17. lipnja 1920. godine. U Bakru je Ljotić pronašao i ljubav svog života - Ivku, s kojom je poslije stupio u brak. Nakon razrješenja s dužnosti vraća se u Smederevo gdje otvara odvjetnički ured. Tu postaje član Narodne radikalne stranke, a uskoro i predsjednik omladinske organizacije stranke. Dana 16. veljače 1931. godine kralj Aleksandar, koji je 1929. raspustio skupštinu, imenuje ga ministrom pravosuđa u vladi Petra Živkovića. Nedugo potom (28. lipnja 1931.) podnosi kralju novi nacrt ustava. Prijedlog ustava predviđao je da narod bira svoje zastupnike općim tajnim glasovanjem, dok bi kandidature određivali predstavnici profesionalnih, staleških, kulturnih i humanitarnih organizacija. Kralj je odbacio ovaj prijedlog ustava pa Ljotić podnosi ostavku.
Nakon napuštanja ministarske funkcije posvetio se okupljanju istomišljenika. Tako je 6. siječnja 1935. godine u Ljubljani stvorena organizacija Jugoslavenski narodni pokret Zbor. Za predsjednika pokreta izabran je Dimitrije Ljotić, prvi potpredsjednik bio je Juraj Korenić, liječnik iz Zagreba, drugi potpredsjednik Frank Kondore, odvjetnik iz Ljubljane, a generalni sekretar Velibor Jonić, profesor iz Beograda. Zbor je izašao na izbore (1935.) i dobio 0,84 % glasova. Trend loših izbornih rezultata nastavio se pa sve do sloma rojalističke Jugoslavije Ljotićev pokret nije imao bitnijeg uspjeha na izborima. Nakon napada na Jugoslaviju Ljotić se u skladu sa svojim ratnim rasporedom javlja na dužnost u bjeljinsku vojarnu. Istodobno naredio je i ostalim članovima Zbora da postupe isto. Nakon kapitulacije Jugoslavije Ljotić se vraća u Smederevo.
Unatoč nacističke agresije na njegovu zemlju odazvao se pozivu nacističkih okupacijskih vlasti koje su pokrenule inicijativu za stvaranje civilnih vlasti (tzv. Komesarska uprava) u okupiranoj Srbiji. Aktivno je sudjelovao u pregovorima s njemačkim vlastima i postizanju sporazuma. No, odbio je ući u vladu (za njega je bilo predviđeno mjesto ministra gospodarstva), ali su zato uz njegovo odobrenje ušla dva člana Zbora. Međutim, 5. lipnja 1941., nakon što je eksplodiralo skladište municije u smederevskoj tvrđavi, postavljen je za izvanrednog povjerenika za obnovu Smedereva. Nakon pada Komesarske uprave utemeljena je civilna vlada na čelu s Milanom Nedićem, a kojeg je na to mjesto predložio upravo Dimitrije Ljotić. I u ovu vladu su ušla dva člana Zbora. Jedan od njih dvojice - Mihailo Olćan predložio je formiranje Srpske dobrovoljačke komande tj. postrojbi koje bi se borile protiv partizana. Te postrojbe naoružale su njemačke vlasti, primali su redovite plaće, a ako bi bili ranjeni u borbi primali bi posebne nagrade. Dana 22. studenog 1941. Srpska dobrovoljačka komanda, žandarmerija i četnici Koste Pećanca stavljeni su pod jedinstveno zapovjedništvo pod skupnim imenom Šumadijski korpus. Taj korpus potpadao je pod zapovjedništvo 113. njemačke divizije i kao takav sudjelovao je u borbama protiv partizana.
Jedna suradnja s okupacijskim vlastima vodila je drugoj. Tako su prvi odnosi između Dimitrija Ljotića i Dragoljuba Mihailovića uspostavljeni u ljeto 1941. godine. Tada je dogovoreno da Ljotić osigurava Mihailovićevim četnicima hranu, odjeću i oružje. Uz manje prekide ta suradnja je nastavljena tijekom cijelog rata. Pred kraj rata pritisnuti napredovanjem partizanskih snaga ljotićevci i sam Ljotić povlače se u Sloveniju. Tu Ljotić uspostavlja suradnju sa zapovjednikom slovenskih kvislinških postrojbi Lavom Rupnikom (Bijela garda). Uskoro se ovom savezu priključuje i Lički četnički korpus pod zapovjedništvom Dobroslava Jevđevića te nekoliko odreda slovenskih četnika - Plave garde.
Dana 22. travnja 1945. Ljotić je dobio brzojav od četničkog vojvode Momčila Đujića da se patrijarh Gavrilo i episkop Nikolaj žele sastati s njime. Ljotić je na put krenuo 23. travnja. Vozač automobila Ratko Živadinović imao je jako loš vid (dioptrija - 11). Kada je sumrak već pao i malo toga se na putu vidjelo, zaustavila ih je jedna slovenska vojna ophodnja u Ajdovščini. Tu su ih upozorili kako nije poželjno nastaviti dalje jer je ostatak terena pod nadzorom partizana. No, Ljotić je ustrajao na tome da se put nastavi. Ni desetak minuta nakon toga automobil je udario u most koji je do pola bio srušen i otkotrljao se u provaliju. Dimitrije Ljotić poginuo je na mjestu. Sutradan ujutro tijelo Ljotićevo tijelo prebačeno je u Goricu gdje je obavljen pogreb. Prvi vijenac koji je položen na njegov grob bio je vijenac četničkog vođe Dragoljuba Mihailovića.

## Vanjske poveznice
- Sabrana dela Dimitrija Ljotića u 12 knjiga (PDF)